# Juan de Dios Montero
Juan de Dios Montero fue un militar chileno que luchó en la Guerra de Independencia, específicamente en la llamada Guerra a Muerte. Nació en Concepción, Chile, y en 1817 sentó plaza de soldado en el batallón Nº 3 de Arauco, el que tomó luego el nombre de Carampangue, donde fue asistente de su hermano Vicente. 
"No sabía leer ni escribir y era un hombre de pobre figura, delgado, de rostro agudo y algo chueco para andar. Todo lo que tenía de imponente era su corazón", escribió el historiador chileno Benjamín Vicuña Mackenna en su obra "La Guerra a Muerte", 1868. 
En diciembre de 1820, con el grado de sargento, formó parte de una expedición que entró en territorio mapuche para combatir a las guerrillas realistas. Permaneció en el lugar a cargo de una pequeña fuerza a la que se ordenó apoyar al cacique aliado Venancio Coñuepán. Contrajo matrimonio con una india llamada Juana y tuvo varios hijos. Ascendido a alférez, en diciembre de 1824 entró en tierra de indios pehuenches, en la cordillera de los Andes, apoderándose de las salinas ubicadas en actual territorio argentino, donde los indios obtenían la sal que era la base de su economía. Murió en las cercanías de Bahía Blanca, Argentina, asesinado o en combate contra los indios pampas, junto a su jefe, el cacique Venancio Coñuepán, en 1836.